# Dardurus silvaticus
Dardurus silvaticus är en spindelart som beskrevs av Davies 1976. Dardurus silvaticus ingår i släktet Dardurus och familjen mörkerspindlar.
Artens utbredningsområde är Queensland. Inga underarter finns listade i Catalogue of Life.